# Sci di fondo ai Giochi olimpici
Lo sci di fondo fa parte del programma olimpico invernale dalla prima edizione del 1924. Inizialmente riservato esclusivamente ad atleti di sesso maschile, a partire dai VI Giochi olimpici invernali di Oslo del 1952 sono state previste anche gare femminili. Attualmente si compone di 12 eventi. Dal 1924 al 1984 i Giochi olimpici hanno coinciso, in tutto o in parte, con le gare dei Campionati mondiali di sci nordico e le medaglie olimpiche conquistate, generalmente, avevano anche valenza iridata.
A partire da Calgary 1988 alcune gare sono state corse a tecnica libera anziché nella tradizionale tecnica classica.

Per le discipline maschili, una delle formule di gara più antiche si è disputata sulla distanza di 18 km fino a Oslo 1952, per passare a 15 km da Cortina d'Ampezzo 1956. L'altra formula di gara più antica, la "gran fondo", si è sempre disputata sulla distanza di 50 km. Introdotta a Cortina d'Ampezzo 1956, la 30 km si è disputata fino a Salt Lake City 2002. Ad Albertville 1992 fu introdotta una nuova gara su una distanza più breve (10 km a tecnica classica), inizialmente in sostituzione della tradizionale 15 km. A Salt Lake City 2002 fu sostituita dalla "sprint" su distanza ancora più breve. La gara a inseguimento debuttò ad Albertville 1992.

Per ciò che concerne le discipline femminili, la 10 km fu introdotta a Oslo 1952. La gara sulla distanza di 20 km debuttò a Sarajevo 1984; ad Albertville 1992 la distanza fu portata a 30 km. La 15 km s disputa da Albertville 1992 a Salt Lake City 2002. A Innsbruck 1964 fu introdotta una nuova gara su una distanza più breve, 5 km, e fu disputata fino a Ramsau Nagano 1998. A Salt Lake City 2002 fu sostituita dalla sprint. La gara a inseguimento debuttò ad Albertville 1992. Gli eventi a squadre, infine, videro la luce per gli uomini nel 1936, con la formula standard della 4x10km. Per le donne si passò dall'iniziale 3x5km del 1956 al 4x5km di Innsbruck 1976. Lo sprint a quadre per ambo i sessi fu introdotto a Torino 2006.

## Programma
| Specialità                       | 24 | 28 | 32 | 36 | 48 | 52 | 56 | 60 | 64 | 68 | 72 | 76 | 80 | 84 | 88 | 92 | 94 | 98 | 02 | 06 | 10 | 14 | 18 | 22 |    |
| -------------------------------- | -- | -- | -- | -- | -- | -- | -- | -- | -- | -- | -- | -- | -- | -- | -- | -- | -- | -- | -- | -- | -- | -- | -- | -- | -- |
| 18 km/15 km maschile             | •  | •  | •  | •  | •  | •  | •  | •  | •  | •  | •  | •  | •  | •  | •  |    |    |    | •  | •  | •  | •  | •  | •  | 21 |
| 50 km maschile                   | •  | •  | •  | •  | •  | •  | •  | •  | •  | •  | •  | •  | •  | •  | •  | •  | •  | •  | •  | •  | •  | •  | •  | •  | 24 |
| 4 x 10 km maschile               |    |    |    | •  | •  | •  | •  | •  | •  | •  | •  | •  | •  | •  | •  | •  | •  | •  | •  | •  | •  | •  | •  | •  | 21 |
| 30 km maschile                   |    |    |    |    |    |    | •  | •  | •  | •  | •  | •  | •  | •  | •  | •  | •  | •  | •  |    |    |    |    |    | 13 |
| 10 km maschile                   |    |    |    |    |    |    |    |    |    |    |    |    |    |    |    | •  | •  | •  |    |    |    |    |    |    | 3  |
| Sprint maschile                  |    |    |    |    |    |    |    |    |    |    |    |    |    |    |    |    |    |    | •  | •  | •  | •  | •  | •  | 6  |
| Sprint di squadra maschile       |    |    |    |    |    |    |    |    |    |    |    |    |    |    |    |    |    |    |    | •  | •  | •  | •  | •  | 5  |
| Skitahlon/Inseguimento maschile  |    |    |    |    |    |    |    |    |    |    |    |    |    |    |    | •  | •  | •  | •  | •  | •  | •  | •  | •  | 9  |
| 10 km femminile                  |    |    |    |    |    | •  | •  | •  | •  | •  | •  | •  | •  | •  | •  |    |    |    | •  | •  | •  | •  | •  | •  | 16 |
| 3/4 x 5 km femminile             |    |    |    |    |    |    | •  | •  | •  | •  | •  | •  | •  | •  | •  | •  | •  | •  | •  | •  | •  | •  | •  | •  | 18 |
| 5 km femminile                   |    |    |    |    |    |    |    |    | •  | •  | •  | •  | •  | •  | •  | •  | •  | •  |    |    |    |    |    |    | 10 |
| 20 km/30 km femminile            |    |    |    |    |    |    |    |    |    |    |    |    |    | •  | •  | •  | •  | •  | •  | •  | •  | •  | •  | •  | 11 |
| 15 km femminile                  |    |    |    |    |    |    |    |    |    |    |    |    |    |    |    | •  | •  | •  | •  |    |    |    |    |    | 4  |
| Sprint femminile                 |    |    |    |    |    |    |    |    |    |    |    |    |    |    |    |    |    |    | •  | •  | •  | •  | •  | •  | 6  |
| Sprint di squadra femminile      |    |    |    |    |    |    |    |    |    |    |    |    |    |    |    |    |    |    |    | •  | •  | •  | •  | •  | 5  |
| Skitahlon/Inseguimento femminile |    |    |    |    |    |    |    |    |    |    |    |    |    |    |    | •  | •  | •  | •  | •  | •  | •  | •  | •  | 9  |
|                                  |    |    |    |    |    |    |    |    |    |    |    |    |    |    |    |    |    |    |    |    |    |    |    |    |    |
| Totale discipline                | 2  | 2  | 2  | 3  | 3  | 4  | 6  | 6  | 7  | 7  | 7  | 7  | 7  | 8  | 8  | 10 | 10 | 10 | 12 | 12 | 12 | 12 | 12 | 12 |    |

## Medagliere
Aggiornato a Pechino 2022. In corsivo le nazioni (o squadre) non più esistenti.
| Pos | Nazione                      | Oro | Argento | Bronzo | Totale |
| --- | ---------------------------- | --- | ------- | ------ | ------ |
| 1   | Norvegia                     | 52  | 43      | 35     | 129    |
| 2   | Svezia                       | 32  | 27      | 25     | 84     |
| 3   | Unione Sovietica             | 25  | 22      | 21     | 68     |
| 4   | Finlandia                    | 22  | 27      | 37     | 86     |
| 5   | Russia                       | 14  | 10      | 9      | 33     |
| 6   | Italia                       | 9   | 14      | 13     | 36     |
| 7   | ROC                          | 4   | 4       | 3      | 11     |
| 8   | Estonia                      | 4   | 2       | 1      | 7      |
| 9   | Svizzera                     | 4   | 0       | 4      | 8      |
| 10  | Germania                     | 3   | 10      | 4      | 17     |
| 11  | Squadra Unificata            | 3   | 2       | 4      | 9      |
| 12  | Polonia                      | 2   | 1       | 2      | 5      |
| 13  | Germania Est                 | 2   | 1       | 1      | 4      |
| 14  | Canada                       | 2   | 1       | 0      | 3      |
| 15  | Rep. Ceca                    | 1   | 5       | 3      | 9      |
| 16  | Austria                      | 1   | 2       | 3      | 6      |
| 16  | Kazakistan                   | 1   | 2       | 1      | 4      |
| 17  | Stati Uniti                  | 1   | 2       | 1      | 4      |
| 18  | Atleti Olimpici dalla Russia | 0   | 3       | 5      | 8      |
| 19  | Cecoslovacchia               | 0   | 1       | 4      | 5      |
| 20  | Francia                      | 0   | 1       | 4      | 5      |
| 21  | Slovenia                     | 0   | 0       | 2      | 2      |
| 22  | Bulgaria                     | 0   | 0       | 1      | 1      |

## Albo d'oro

### Atleti plurimedagliati
Gli atleti che hanno vinto almeno sei medaglie olimpiche sono elencati di seguito, seguendo l'ordinamento di quantità e non di qualità:.
Gli atleti in grassetto hanno partecipato alle più recenti Olimpiadi (Pechino 2022)
| Atleta                  | Nazione           | Sesso | Oro | Argento | Bronzo | Totale |
| ----------------------- | ----------------- | ----- | --- | ------- | ------ | ------ |
| Marit Bjørgen           | Norvegia          | F     | 8   | 4       | 3      | 15     |
| Bjørn Dæhlie            | Norvegia          | M     | 8   | 4       | 0      | 12     |
| Raisa Smetanina         | Squadra Unificata | F     | 4   | 5       | 1      | 10     |
| Stefania Belmondo       | Italia            | F     | 2   | 3       | 5      | 10     |
| Ljubov' Egorova         | Russia            | F     | 6   | 3       | 0      | 9      |
| Sixten Jernberg         | Svezia            | M     | 4   | 3       | 2      | 9      |
| Charlotte Kalla         | Svezia            | F     | 3   | 6       | 0      | 9      |
| Alexander Bolshunov     | ROC               | M     | 3   | 4       | 2      | 9      |
| Galina Kulakova         | Russia            | F     | 4   | 2       | 2      | 8      |
| Johannes Høsflot Klæbo  | Norvegia          | M     | 5   | 1       | 1      | 7      |
| Larisa Lazutina         | Russia            | F     | 5   | 1       | 1      | 7      |
| Veikko Hakulinen        | Finlandia         | M     | 3   | 3       | 1      | 7      |
| Eero Mäntyranta         | Finlandia         | M     | 3   | 2       | 2      | 7      |
| Marja-Liisa Kirvesniemi | Finlandia         | F     | 3   | 0       | 4      | 7      |
| Elena Välbe             | Russia            | F     | 3   | 0       | 4      | 7      |
| Manuela Di Centa        | Italia            | F     | 2   | 2       | 3      | 7      |
| Vladimir Smirnov        | Kazakistan        | M     | 1   | 4       | 2      | 7      |
| Thomas Alsgaard         | Norvegia          | M     | 5   | 1       | 0      | 6      |
| Therese Johaug          | Norvegia          | F     | 4   | 1       | 1      | 6      |
| Gunde Svan              | Svezia            | M     | 4   | 1       | 1      | 6      |
| Vegard Ulvang           | Norvegia          | M     | 3   | 2       | 1      | 6      |
| Julija Čepalova         | Russia            | F     | 3   | 2       | 1      | 6      |
| Johan Olsson            | Svezia            | M     | 2   | 1       | 3      | 6      |
| Kateřina Neumannová     | Cecoslovacchia    | F     | 1   | 4       | 1      | 6      |
| Mika Myllylä            | Finlandia         | M     | 1   | 1       | 4      | 6      |
| Harri Kirvesniemi       | Finlandia         | M     | 0   | 0       | 6      | 6      |